# Jošito Macušige

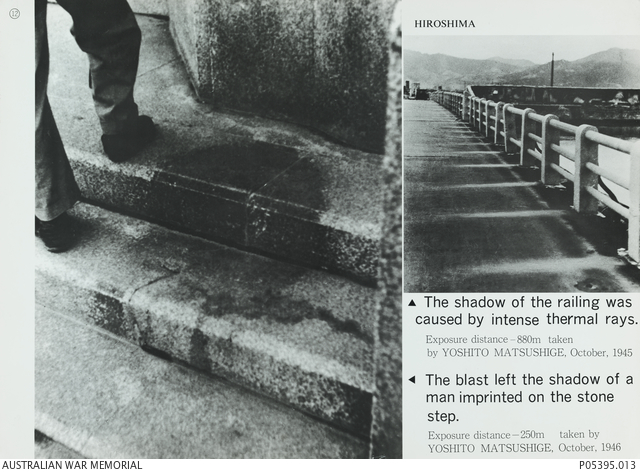
Snímky Lidský stín zachycený v kameni (vlevo) a Most Jorozujo (vpravo) fotografoval Macušige po atomovém bombardování. Sbírka Australského válečného památníku

Jošito Macušige (松重 美人, Macušige Jošito, 2. ledna 1913 – 16. ledna 2005) byl japonský fotožurnalista, který přežil svržení atomové bomby na město Hirošimu dne 6. srpna 1945 a pořídil pět fotografií v den bombardování, jediné známé fotografie pořízené toho dne v Hirošimě.

## Životopis
Macušige se narodil v obci Kure v prefektuře Hirošima v roce 1913. Po ukončení školy přijal práci v novinách a v roce 1943 vstoupil do fotografické sekce novin Chugoku Šimbun.
Macušige byl doma 2.7 km jižně od hypocentra v době výbuchu. Nebyl vážně zraněn a rozhodl se vydat do centra města. Požár ho donutil vrátit se na můstek Mijuki, kde mu scéna zoufalých a umírajících lidí zabránila na dvacet minut použít fotoaparát, když asi v 11:00 pořídil dva snímky. Později toho dne to zkusil znovu, ale bylo mu příliš zle na to, aby pořídil více než tři snímky. První dva snímky jsou lidí, kteří unikli vážnému zranění vedle mostu Mijuki; druhý z nich je pořízen z bližší vzdálenosti a ukazuje, jak mají na popáleniny nanesený kuchyňský olej. Třetí ukazuje policistu s obvázanou hlavou, jak vydává osvědčení civilistům. Poslední dva snímky pořídil blízko domova: poškozené holičství jeho rodiny a další ze svého okna.
Macušige nemohl dvacet dní film vyvolat, a dokonce tak musel činit v noci a pod širým nebem a oplachoval jej v potoku. Negativy byly v 70. letech 20. století značně znehodnoceny a vyžadovaly intenzivní restaurátorské práce.
Jošito Macušige zemřel 16. ledna 2005 ve věku 92 let.

## Vybrané fotografie

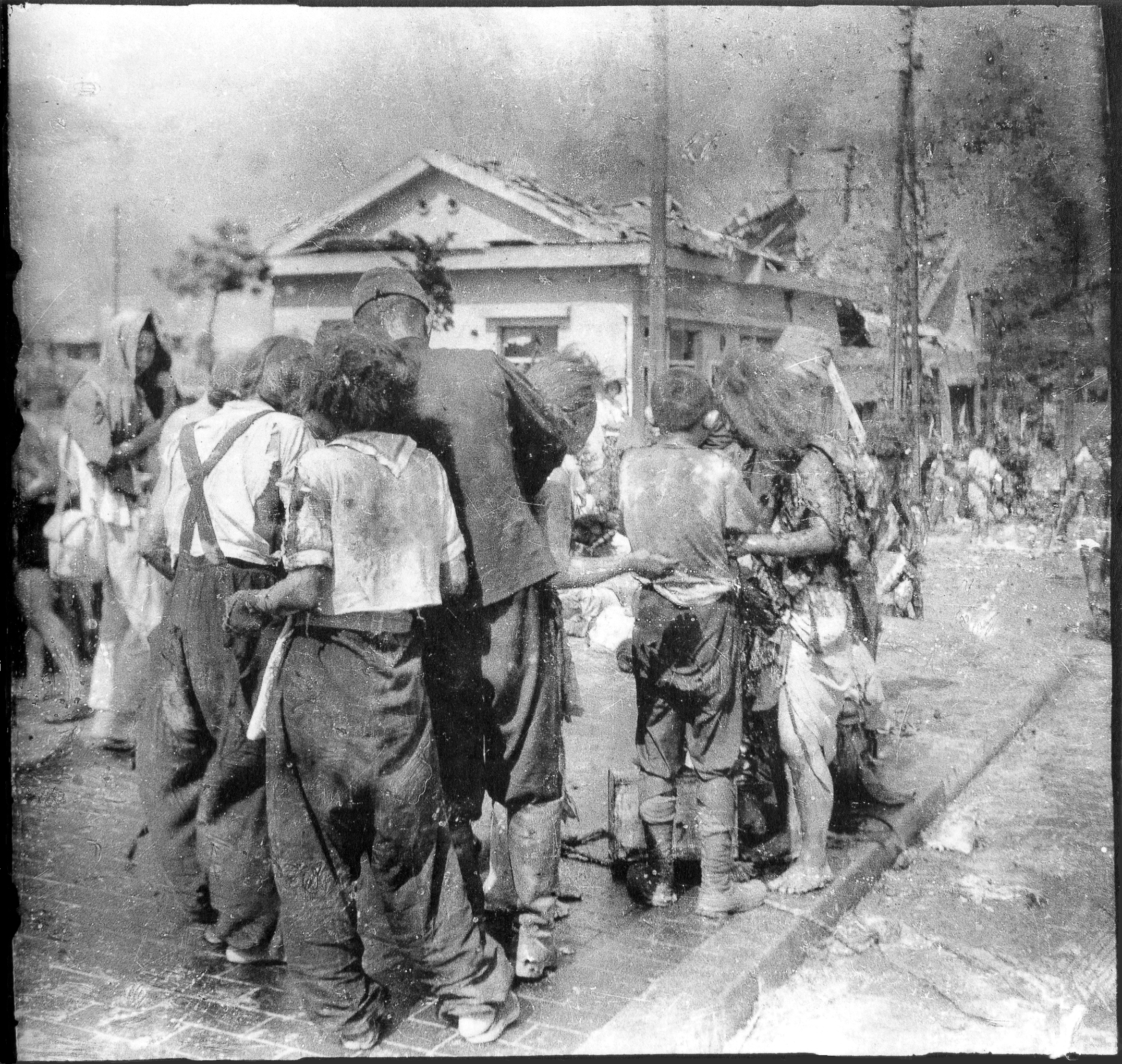
Scéna v Hirošimě po 11:00 dne 6. srpna 1945
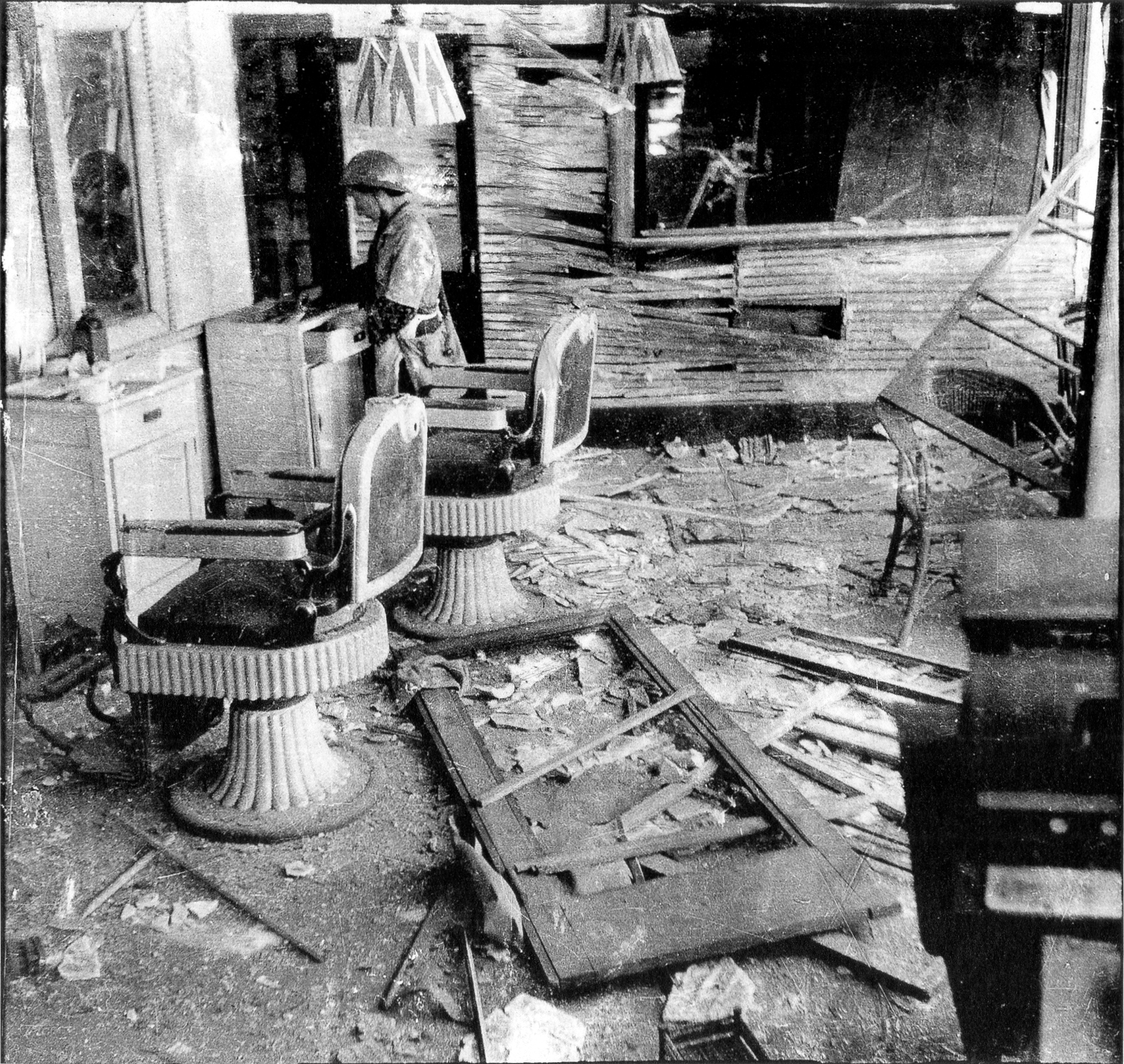
Macušigův dům po atomovém bombardování (kolem 14:00 dne 6. srpna 1945)
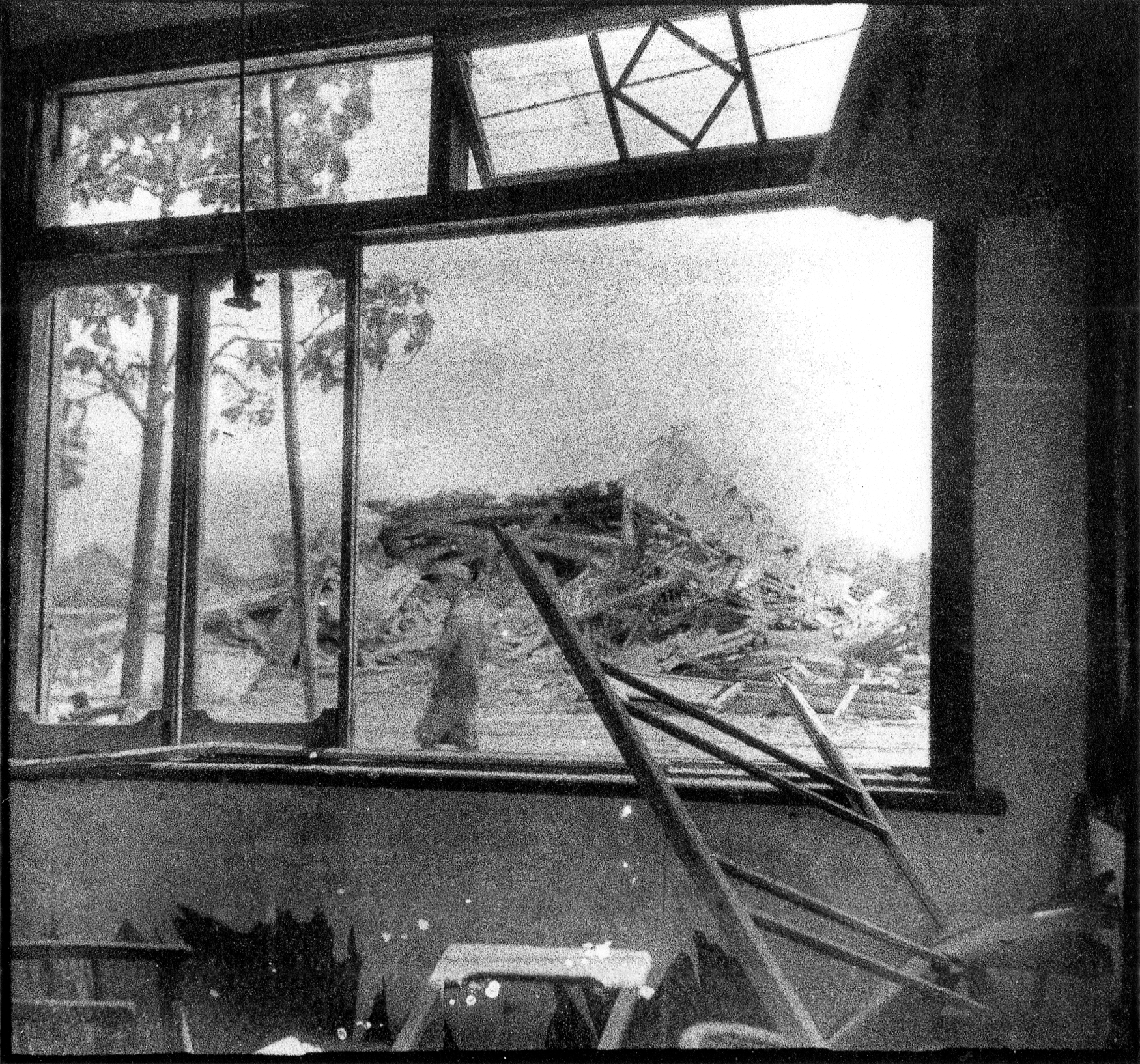
Pohled z Macušigeova domu (kolem 14:00 dne 6. srpna 1945)
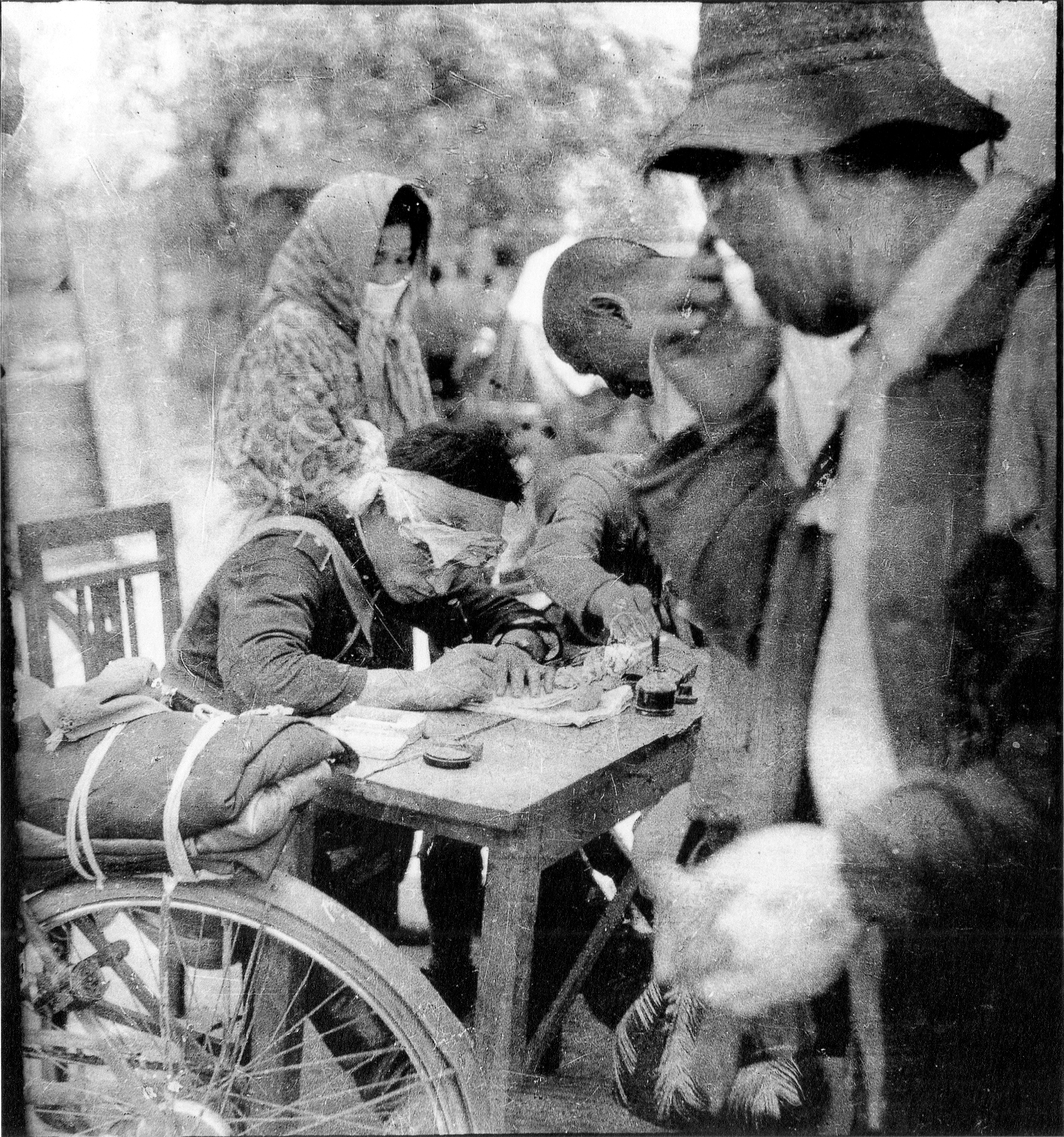
Scéna v Hirošimě kolem 17:00 dne 6. srpna 1945
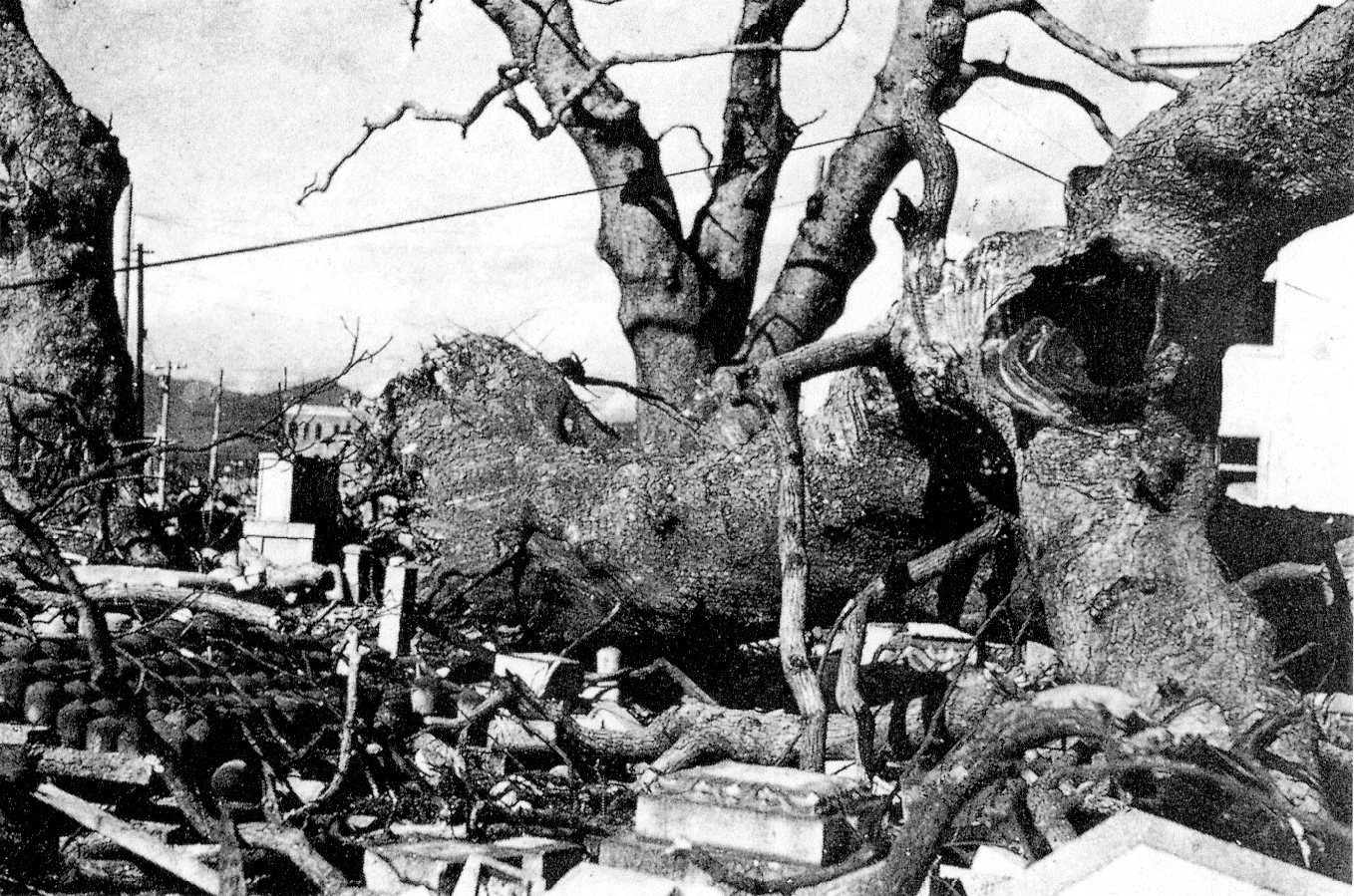
Kafrovník padlý v důsledku výbuchu atomové bomby, říjen 1945
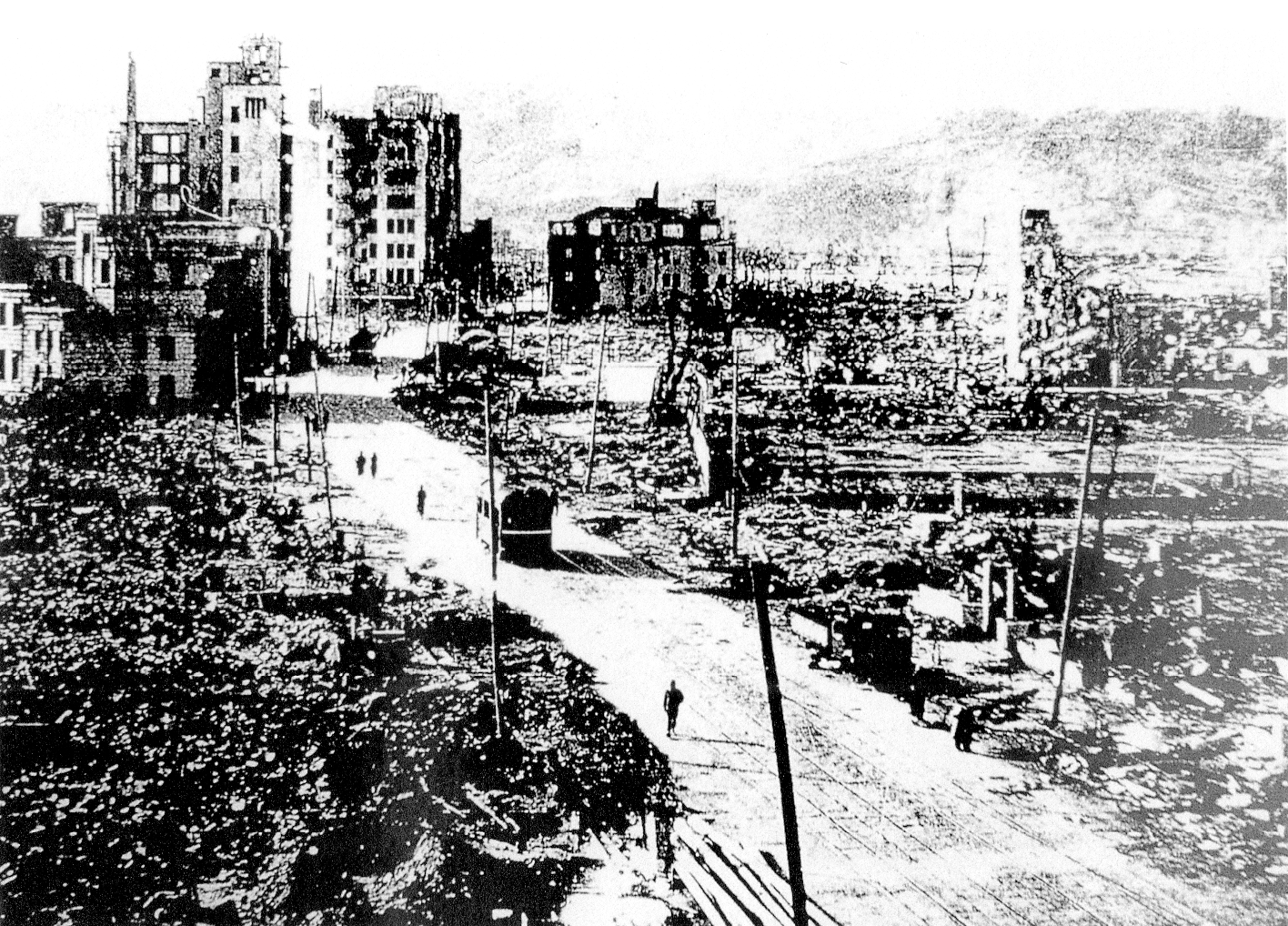
Pohled na Hirošimu, říjen 1945
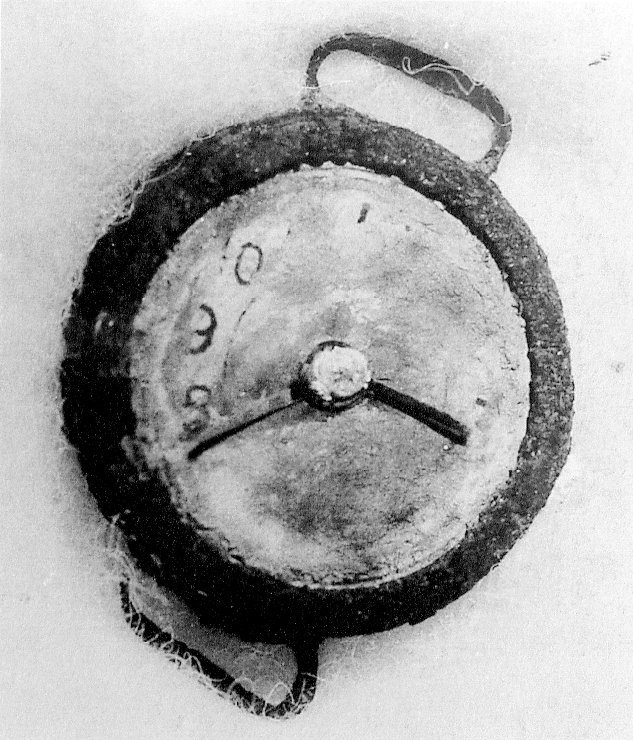
V době výbuchu se zastavily hodiny